# Madhyattus
Madhyattus is een geslacht van spinnen uit de familie springspinnen (Salticidae). De typesoort van het geslacht is Madhyattus jabalpurensis. 

## Soorten
De volgende soorten zijn bij het geslacht ingedeeld:
- Madhyattus jabalpurensis Prószyński, 1992